# Shogunat de Kamakura
Pour un article plus général, voir Époque de Kamakura.
1192–1333
Entités précédentes :
- Époque de Heian

Entités suivantes :
- Restauration de Kenmu

Le shogunat de Kamakura (鎌倉幕府, Kamakura bakufu) fut, au Japon, un gouvernement militaire féodal de la période de Kamakura de 1185 (ou 1192, date à laquelle Minamoto no Yoritomo est officiellement nommé Shogun) à 1333. Il doit son nom à la ville de Kamakura, où était installé le gouvernement shogunal.

## Établissement du bakufu

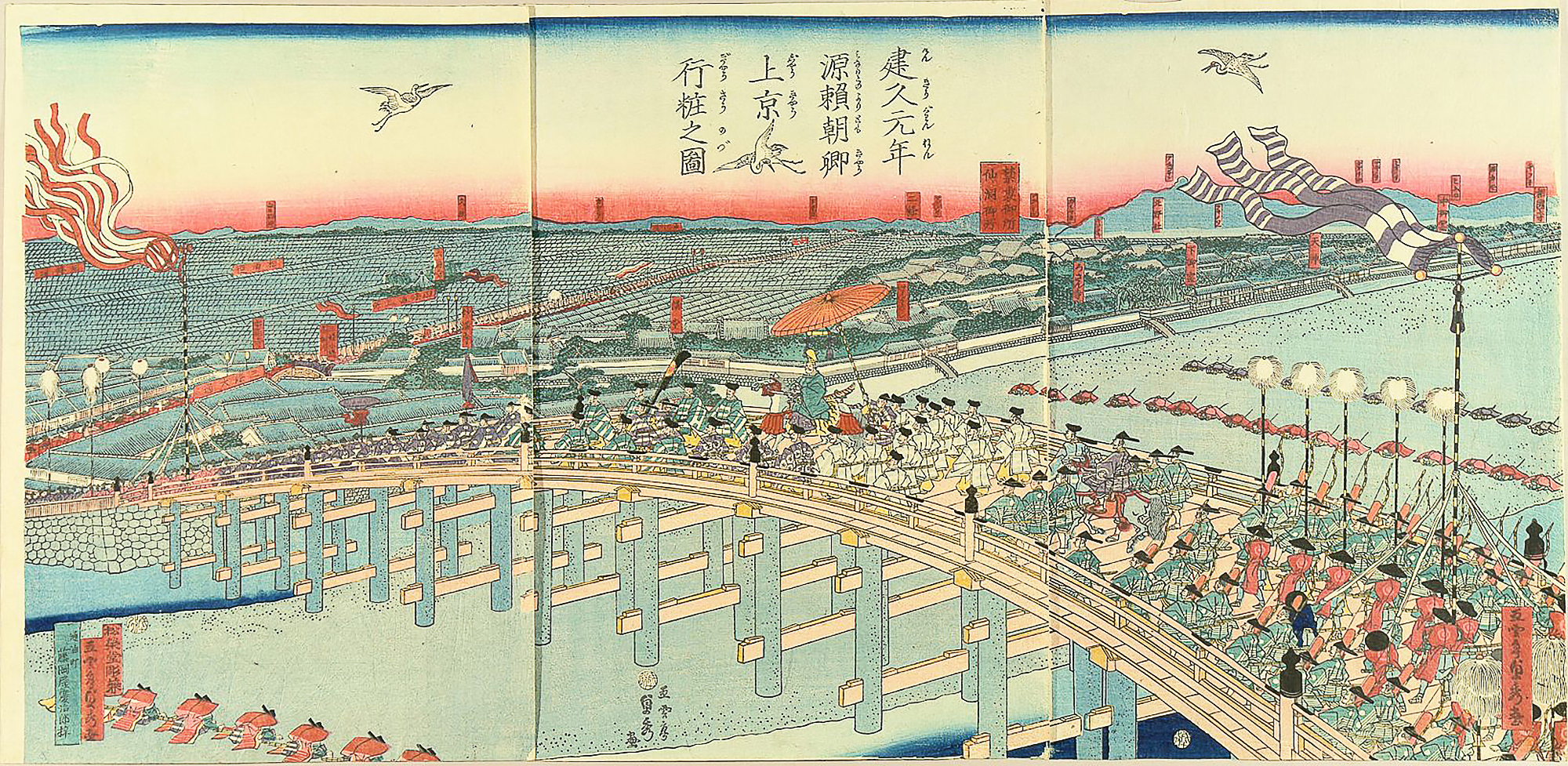
Minamoto no Yoritomo's se rend à Kyoto au début du shogunat de Kamakura.

Avant l'établissement du bakufu de Kamakura, le pouvoir civil du Japon était principalement tenu, d'une part, par les régents de l'empereur en titre, lequel n'avait pas de réel pouvoir, et d'autre part par les empereurs cloîtrés, qui une fois retirés dans un monastère bouddhiste pouvaient continuer à exercer le pouvoir d'autant mieux qu'ils s'étaient mis hors de portée des régents Fujiwara.
Les affaires militaires étaient également dirigées par le gouvernement civil. Cependant, en 1185, après la défaite du clan Taira à la bataille de Dan-no-ura qui mit fin à la guerre de Genpei en sa faveur, Minamoto no Yoritomo prit le pouvoir et devint de facto le dirigeant du pays. Il mit en place la primauté du côté militaire du gouvernement et reçut le titre de shogun (征夷大将軍) en 1192 après la mort de l'empereur retiré Go-Shirakawa. Son premier gouvernement est appelé shogunat d'Ōkura, du nom de sa résidence située à proximité du sanctuaire Tsurugaoka Hachiman-gū.
Son système de gouvernement devint alors formalisé sous le nom de bakufu (littéralement, « gouvernement sous la tente »). Les provinces du Japon devinrent semi-autonomes sous la houlette des nouveaux protecteurs, les shugo (守護), prédécesseurs des daimyos. Ces protecteurs étaient choisis principalement parmi les puissantes familles des différentes provinces, ou bien le titre était décerné à un général et à sa famille après le succès d'une campagne. Bien qu'ils gérassent eux-mêmes leurs propres affaires, ils étaient en théorie dépendants du gouvernement central à cause de leur allégeance au shogun.

## Usurpation du pouvoir par les shikken
Après la mort de Yoritomo, son beau-père Tokimasa Hōjō, ancien gardien de Yoritomo et chef du clan Hōjō se proclame shikken (régent) du nouveau shogun Minamoto no Yoriie, charge qu'il rendra par la suite héréditaire au sein du clan. Les Minamoto demeurèrent les shoguns durant deux dynasties supplémentaires, avec les Hōjō gouvernant dans les faits au travers des shoguns-marionnettes et des empereurs titulaires.
En 1274 et 1281, les Mongols de Kubilai Khan tentèrent d'envahir le Japon, mais furent repoussés par le shogunat, aidé il est vrai par des typhons auxquels il fut rendu hommage en les nommant kamikaze. Cependant, la contrainte sur l'armée et les finances avait affaibli considérablement le bakufu. L'empereur Go-Toba tenta de renverser la situation en 1221 au cours de la révolte de Jōkyū, mais échoua et ne réussit qu'à solidifier le pouvoir des Hōjō sur le shogunat, leur permettant même de choisir les successeurs au titre de shogun, donnés d'abord à des membres de la maison noble Kujō, puis à des membres de la maison impériale.
La cour impériale fit une nouvelle tentative de révolte en 1331 sous le règne de l'empereur Go-Daigo. Elle eut beaucoup plus de succès que la précédente, principalement parce que le plus puissant général de Kamakura, Takauji Ashikaga, choisit de se joindre à l'empereur. 
Celui-ci se termina en 1333 avec la destruction du clan Hōjō et le rétablissement des pouvoirs de l'empereur. Ce triomphe fut cependant de courte durée dans la mesure où Takauji Ashikaga s'arrogea rapidement le titre de shogun, établissant le shogunat Ashikaga.

## Liste des shoguns
| Rang | Nom                  | Dates de vie | Dates de gouvernement |
| ---- | -------------------- | ------------ | --------------------- |
| 1    | Minamoto no Yoritomo | 1147 - 1199  | 1192 - 1199           |
| 2    | Minamoto no Yoriie   | 1182 - 1204  | 1202 - 1203           |
| 3    | Minamoto no Sanetomo | 1192 - 1219  | 1203 - 1219           |
| 4    | Kujō Yoritsune       | 1218 - 1286  | 1226 - 1244           |
| 5    | Kujō Yoritsugu       | 1239 - 1256  | 1244 - 1252           |
| 6    | Prince Munetaka      | 1242 - 1274  | 1252 - 1266           |
| 7    | Prince Koreyasu      | 1264 - 1326  | 1266 - 1289           |
| 8    | Prince Hisaaki       | 1276 - 1328  | 1289 - 1308           |
| 9    | Prince Morikuni      | 1301 - 1333  | 1308 - 1333           |